# Arquata del Tronto
Pour les articles homonymes, voir Arquata et Tronto (homonymie).
Arquata del Tronto est une commune de la province d'Ascoli Piceno dans les Marches en Italie.

## Géographie
Le territoire de l’arquatan, principalement montagneux, est caractérisé par la présence du mont vecteur, du mont ceresa, du massif des Sibyllins et de la chaîne des montagnes de la laga. Le paysage voit se succéder hauts murs escarpés, bois denses de châtaigniers, hêtres et conifères, quelques pentes et grands balcons naturels, les champs verts et les zones de pâturage. Des sommets plus élevés, on peut apercevoir le profil du Gran sasso et la bande bleue de la mer Adriatique.
C’est la zone du soi-disant "versant magique" des Sibyllins, imprégnée depuis le Moyen Âge de croyances, de traditions et d’histoires fantastiques, animées de présences mystérieuses, qui planent encore aujourd’hui.

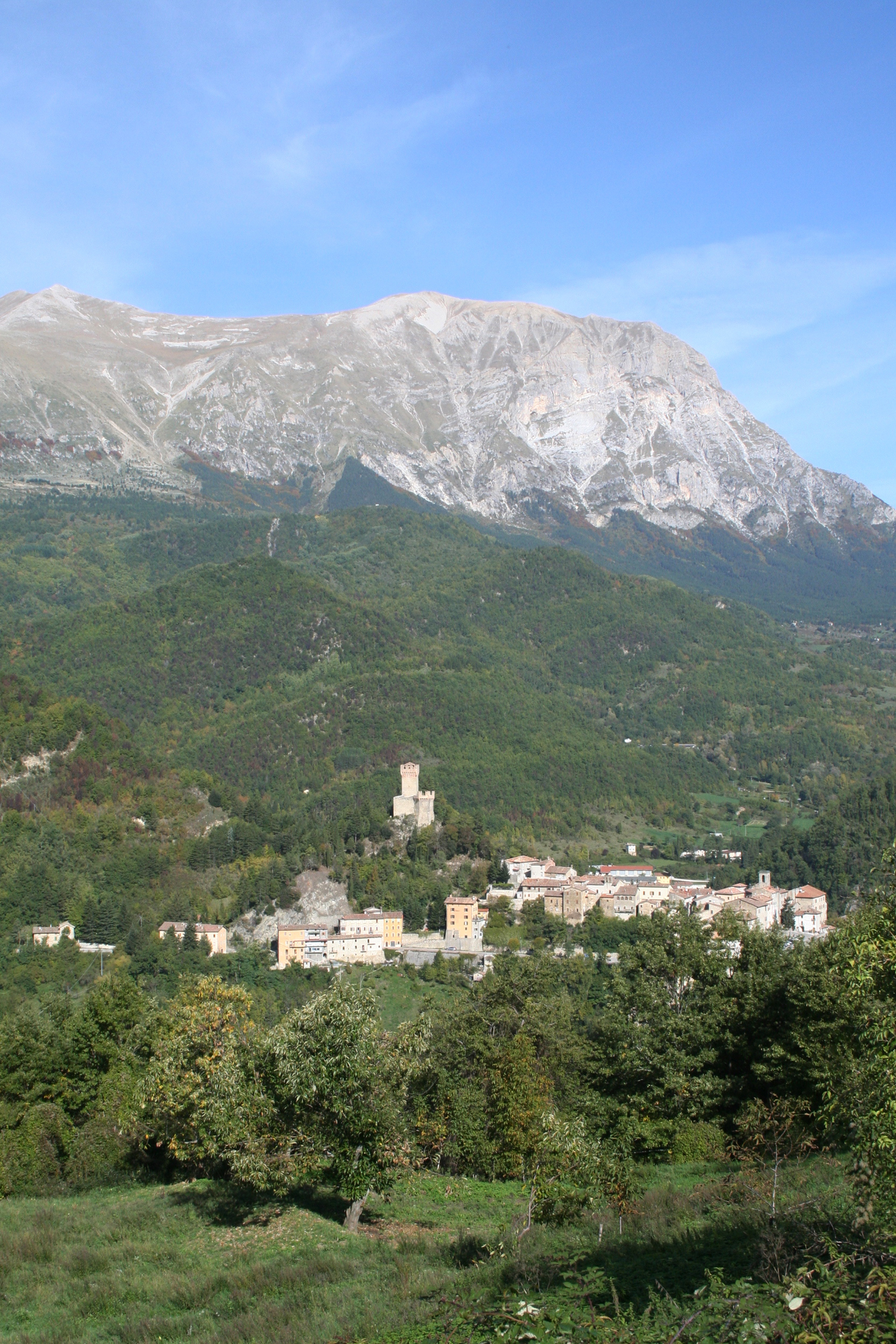

## Histoire
Le tracé de la Via salaria qui parcourait la Terre d'arquata était cette branche de route qui dérivait de la bifurcation de la consulaire venant de Rome à la hauteur de la ville d’Antrodoco et qui remontait la vallée du Velino pour dépasser les Apennins, descendre le long de la vallée du Tronto jusqu’à Ascoli Piceno, en terminant son chemin à castrum Truentinum sur la côte adriatique. Les sources n’indiquent pas le moment de la construction de cette branche de la voie commerciale romaine qui se trouve représentée ni dans la tabula peutingeriana ni dans l’itinéraire Antonino.

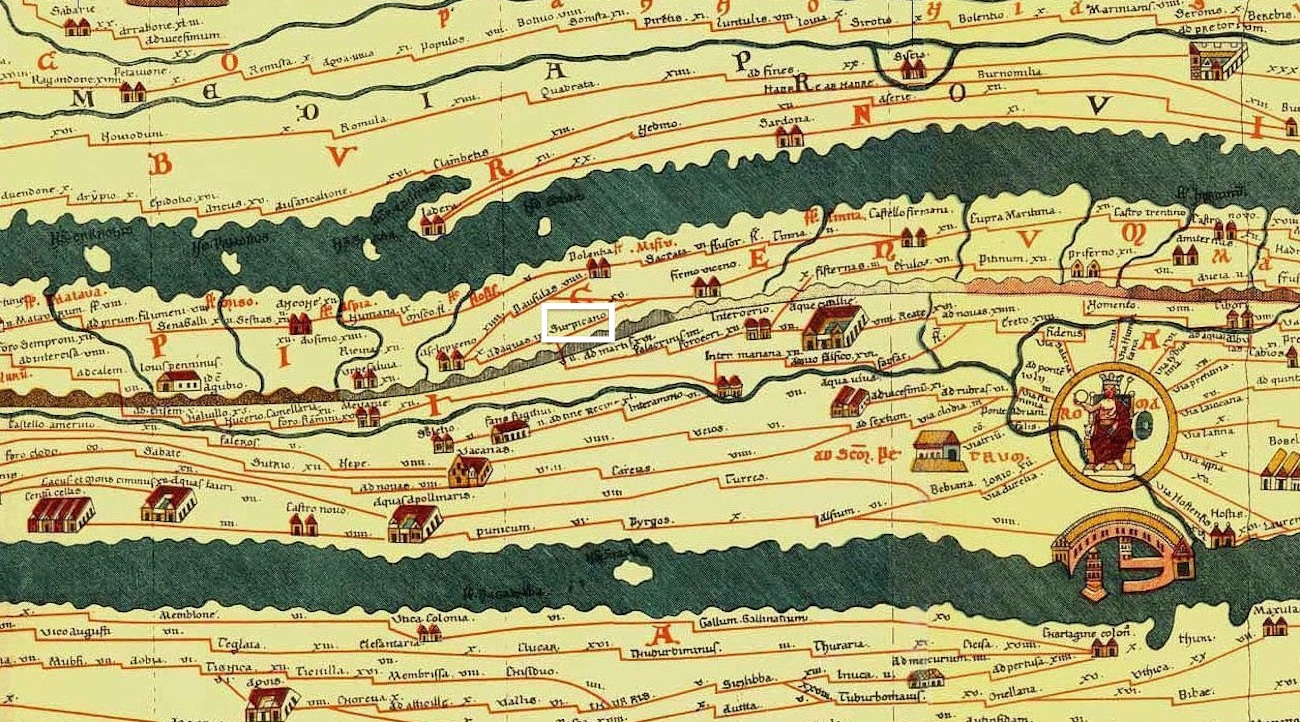

Le texte d’une épigraphe, à Porta Collina, pendant le consulat de Lucio Cecilio Metello Diademato, charge que ce dernier a assumée en 117 avant J.-C., rappelle des travaux confiés pour le «curam viarum» de deux traits de la Salaria. Le premier à la hauteur de la Toritta et le second entre Arquata et Marino del tronto pour une dépense de 7.500 sesterces. Un complet programme de réorganisation de la voie consulaire est attribuable aux œuvres et aux interventions augustéennes comme confirment les dates et les inscriptions des bornes de Trisungo et de Marino del tronto.
Les informations sur l’origine de la Ville sont incertaines. Certains historiens associent l’Arquata d’aujourd’hui à l’ancienne Surpicanum, un des centres de la Regio V Picenum située entre les stations de la Table de Peutinger Ad martis et d’Aquas, l’actuelle Aquasanta terme. Une autre hypothèse en attribue la naissance à un établissement fortifié de l’époque romaine situé sur la consulaire Salaria, route qui était à l’époque la voie commerciale du transport du sel produit dans les salines de Truentum. On suppose, en outre, qu’Arquata puisse être un pays fondé par les Sabins, en corrélant la proximité de ce peuple déjà présent à Norcia et à Ascoli, issu de la migration de ces peuples selon le principe du  Ver Sacrum, et qui seulement plus tard a appartenu aux Romains. Au Ier siècle après J.C., la localité et toute la zone de la Haute vallée du Tronto appartenaient aux familles impériales de Vespasien, dite famille des Flaviens, originaire précisément de la région sabine.

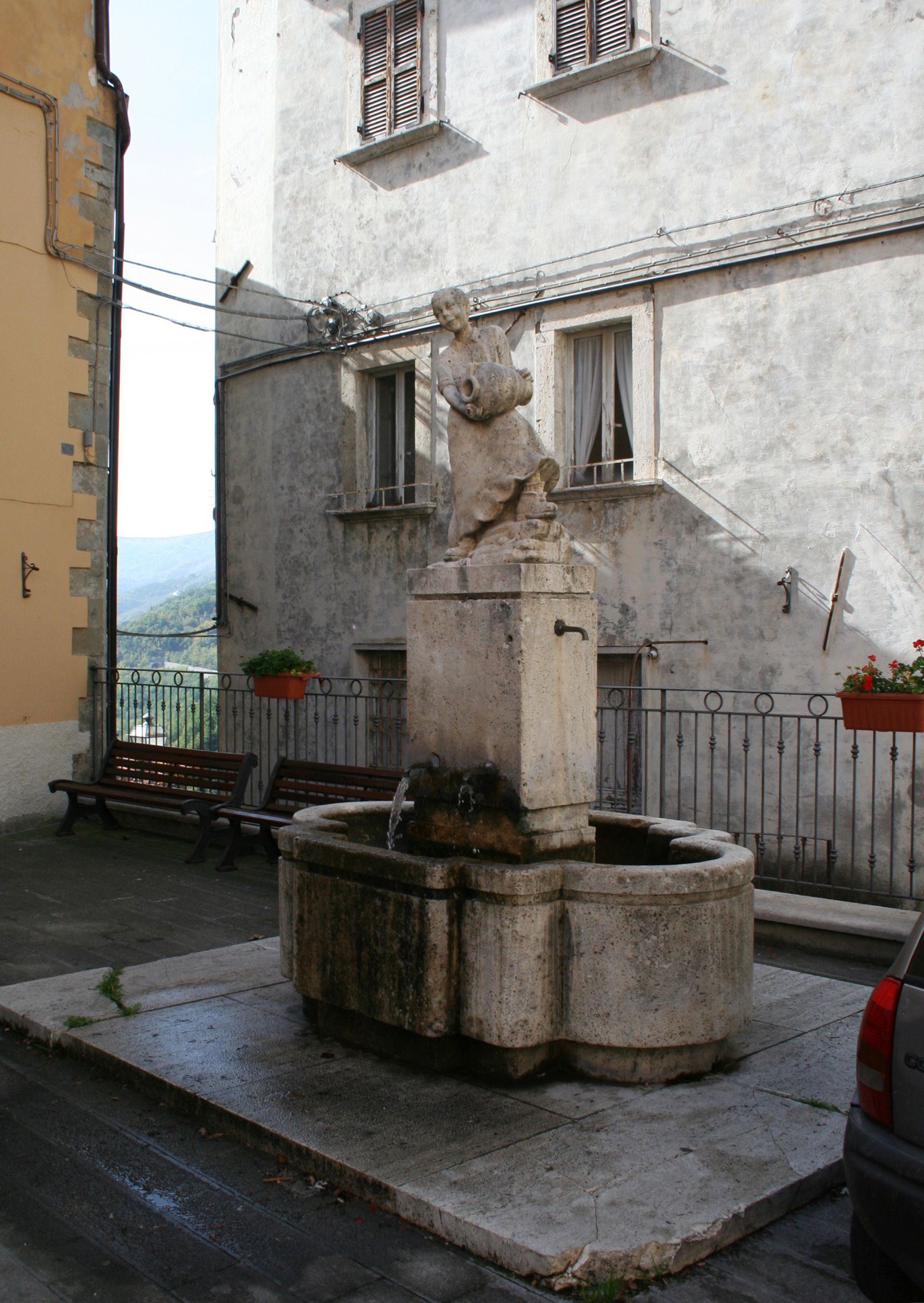
Fontaine de la Place Umberto I°
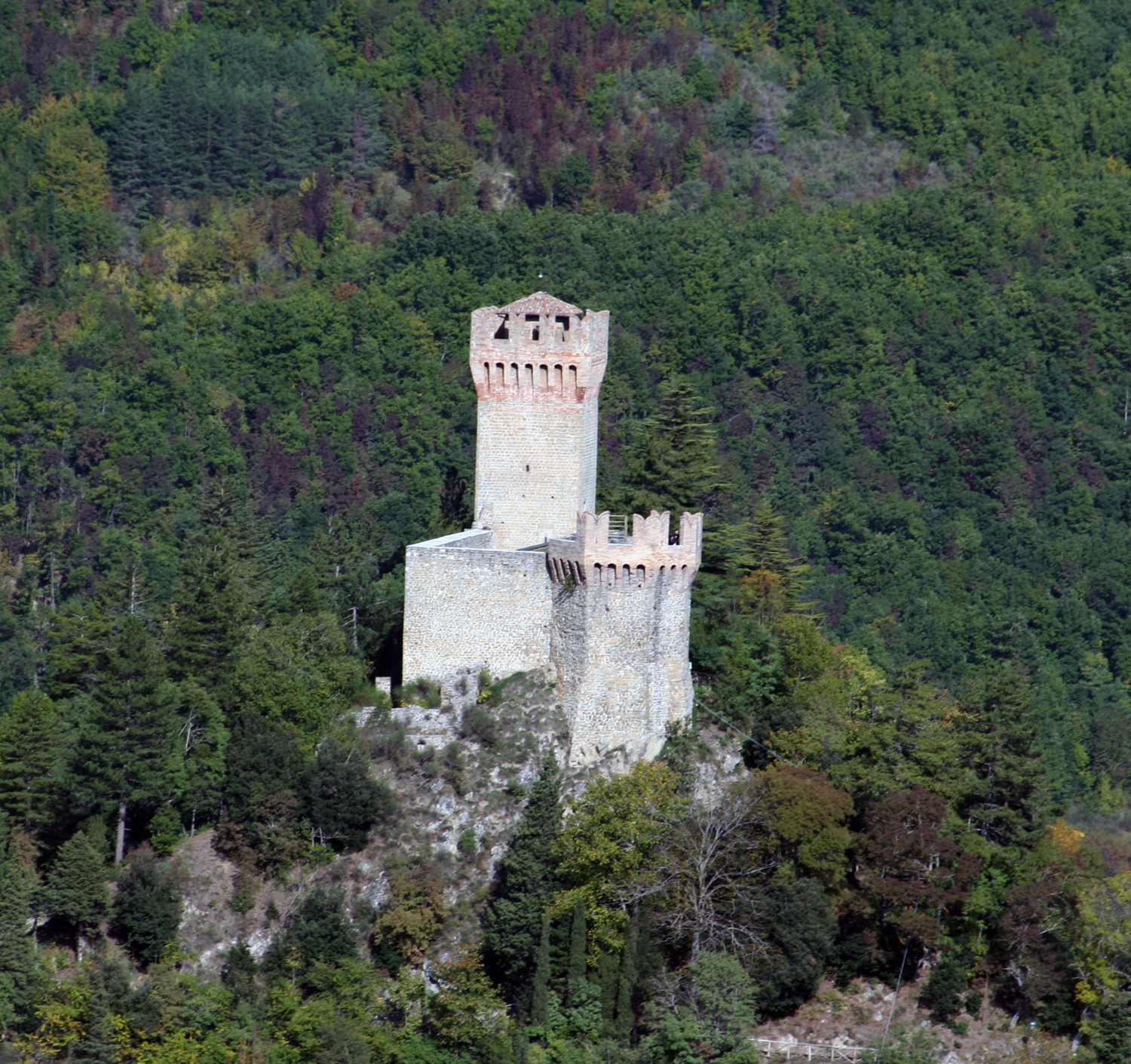
Rocca d'Arquata

## Économie
Production de pommes roses des monts Sibyllins, mûres, miel, châtaignes, champignons, bois de cheminée, viticulture du raisin Pecorino, une implantation de l’usine Tod's, Bed&Breakfast et Agritourisme.

## Culture
- La forteresse d’Arquata. Symbole de la Ville.

- Église San Francesco comportant des œuvres du XIII et XVe siècle

- Le tournage des extérieurs du film Serafino, de 1968, de Pietro Germi fut tourné à Arquata del Tronto, Capodacqua, Spelonga et Colle.

- L'évènement Alla Corte della Regina est une reconstitution historique, en costume, qui se tient chaque année à Arquata. Elle a lieu dans l’après-midi du 19 août et a été instituée en souvenir du séjour, près la forteresse, de Jeanne d’Anjou pendant la première moitié du XVe siècle.

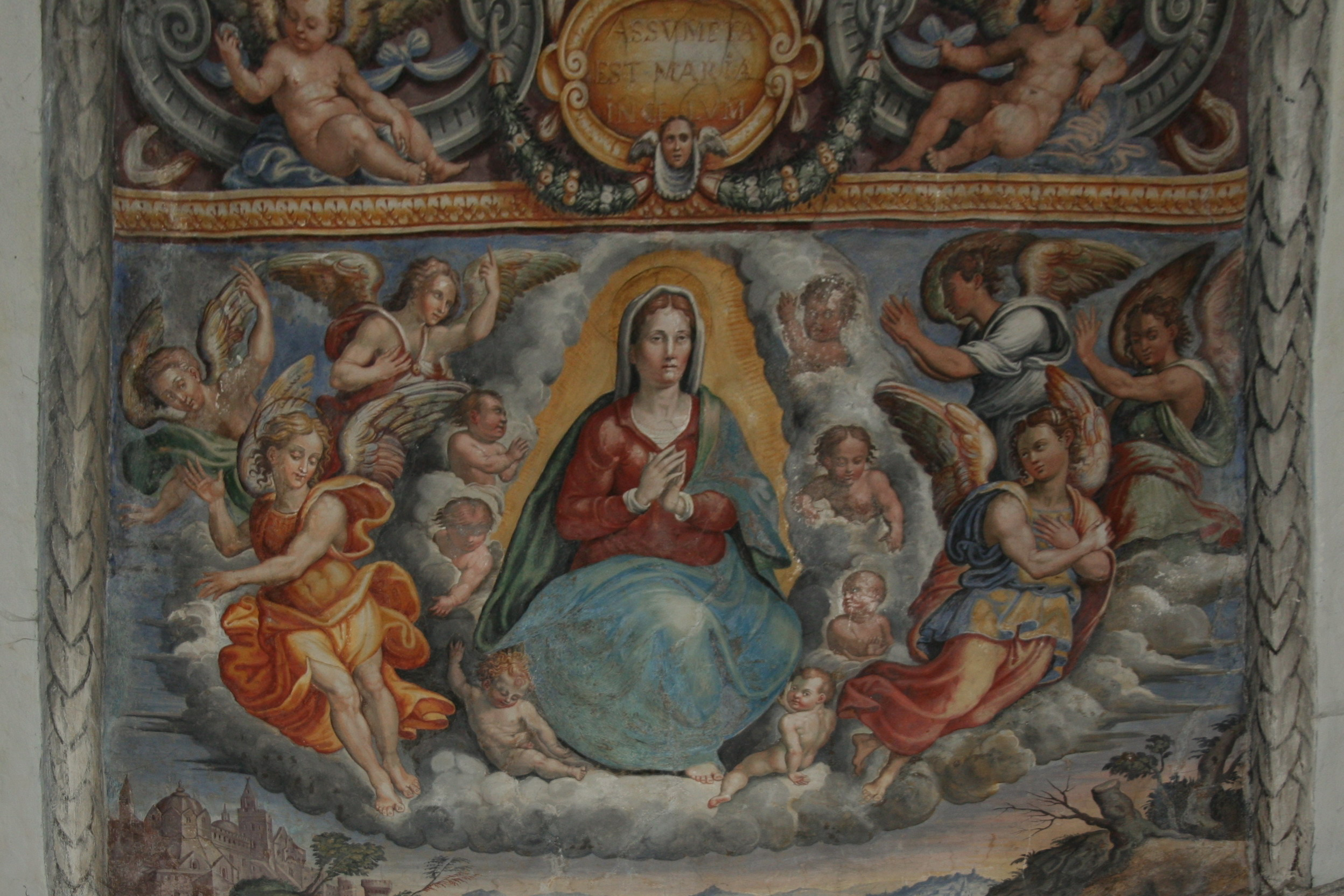
intérieur du petit temple de Capodacqua
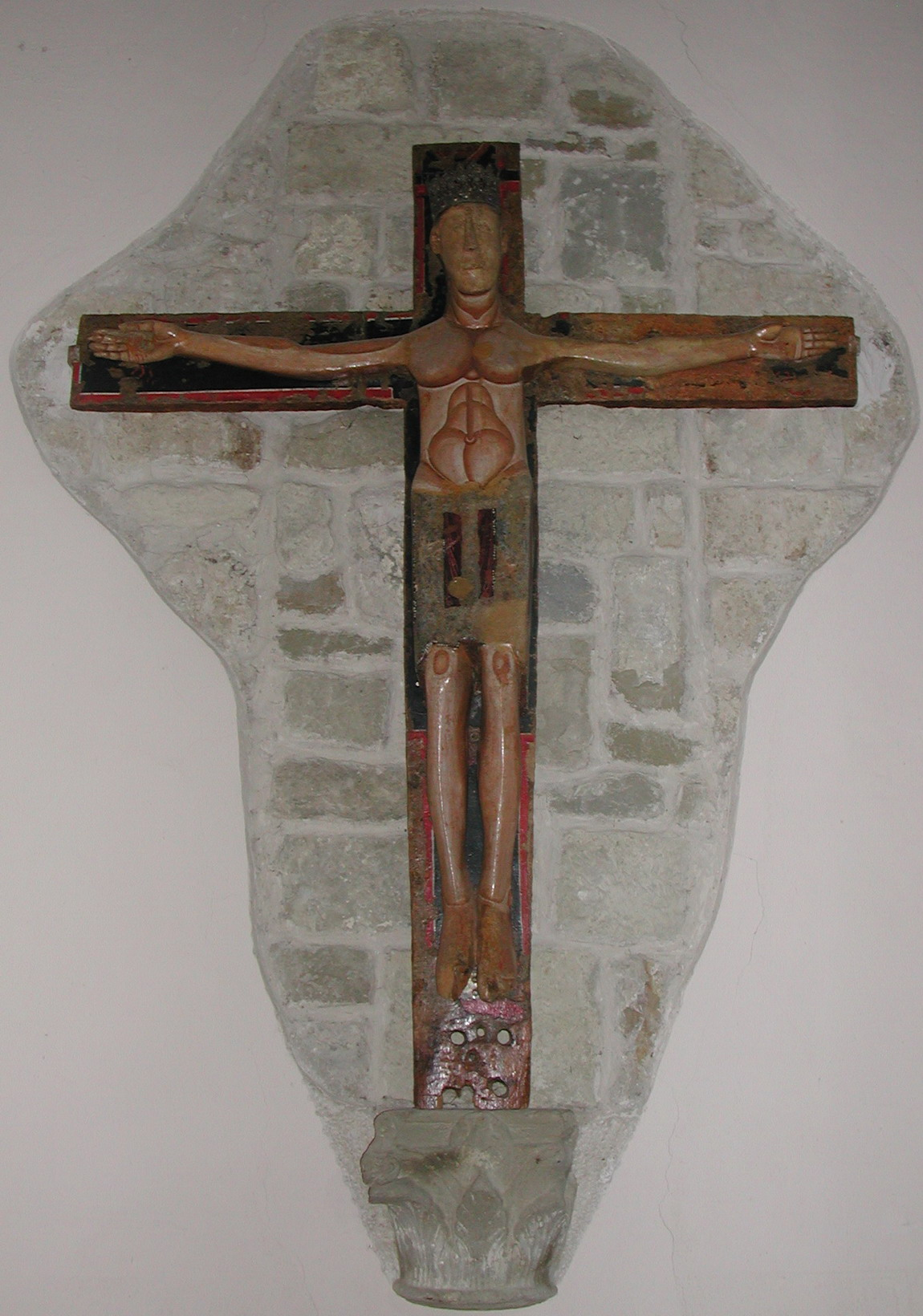
Crucifix du XIIIe siècle
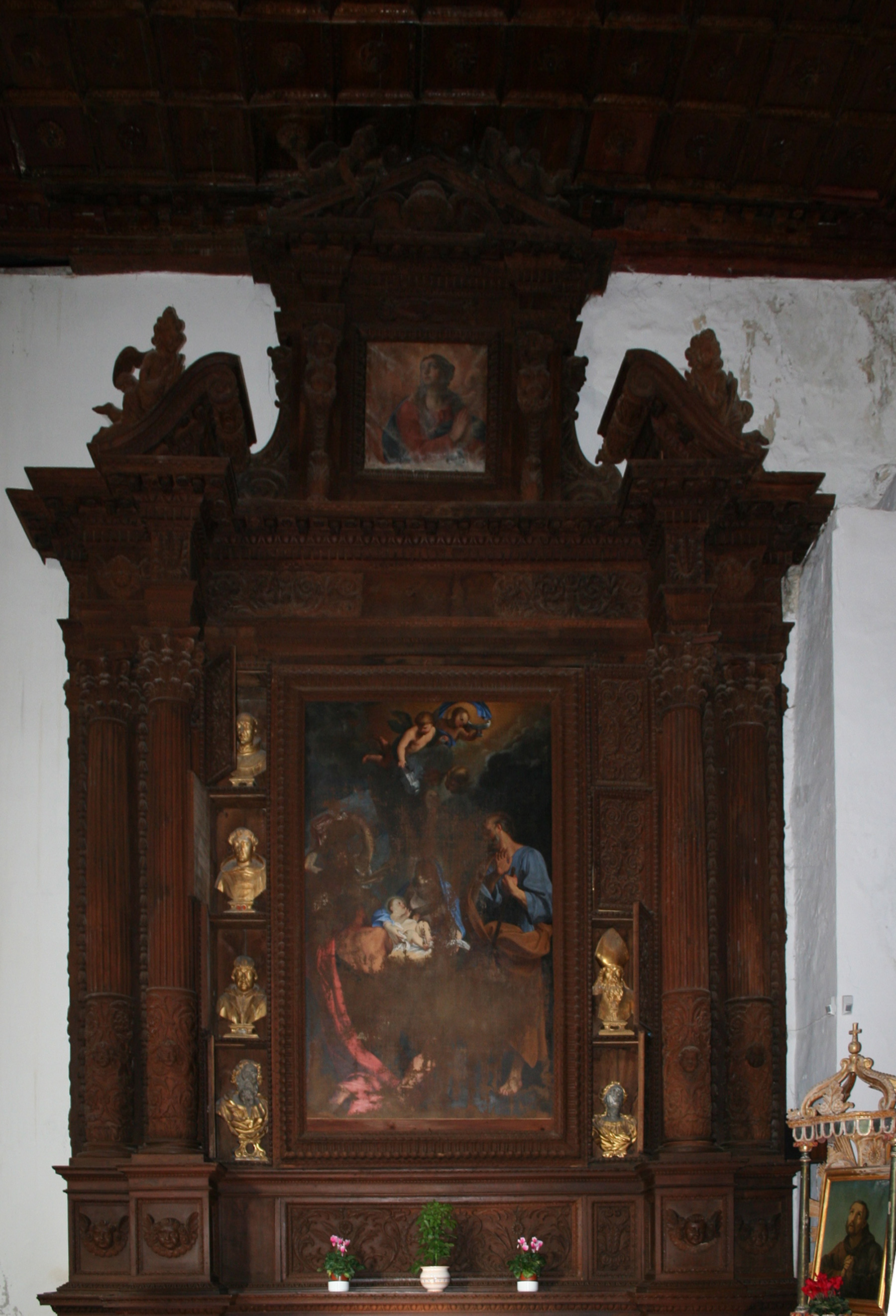
Reliquaire de bois doré. Église de san Francesco
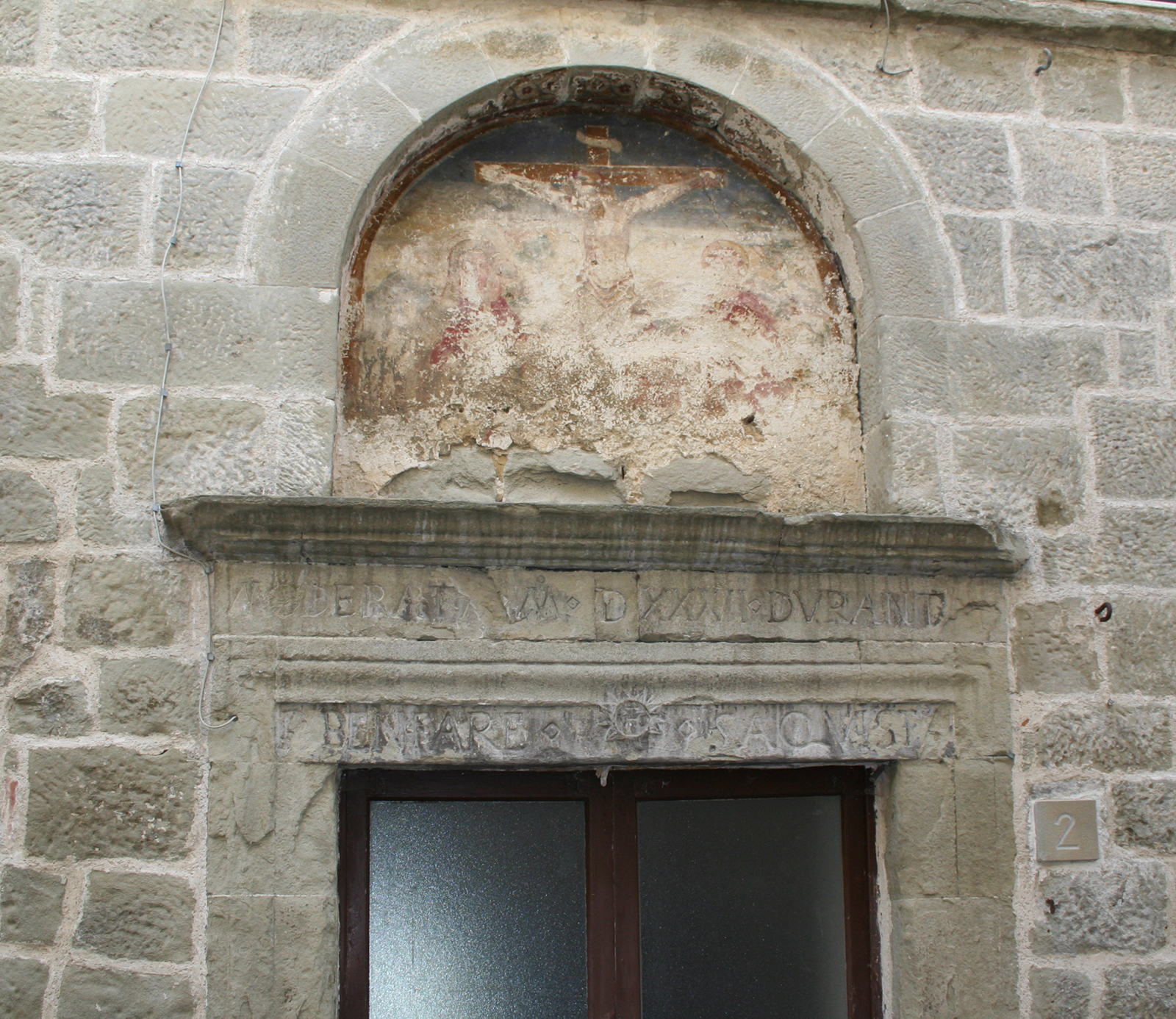
Épigraphe et lunette
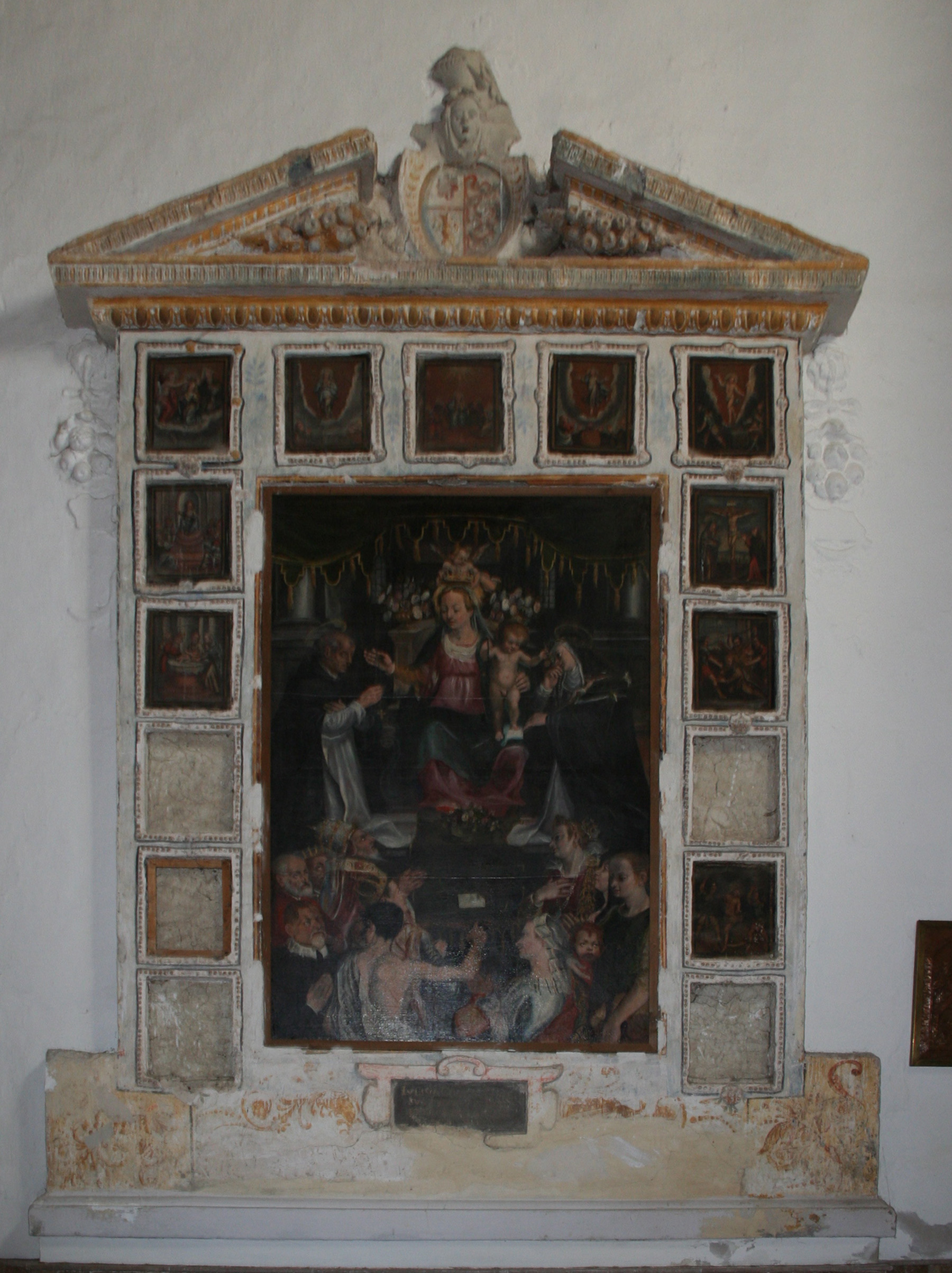
Autel dédié à la Madone du Rosaire, église San Francesco

## Administration
| Période                                  | Période  | Identité          | Étiquette | Qualité |
| ---------------------------------------- | -------- | ----------------- | --------- | ------- |
| 30 mai 2006                              | En cours | Aleandro Petrucci |           |         |
| Les données manquantes sont à compléter. |          |                   |           |         |

### Hameaux
Borgo di Arquata, Camartina, Capodacqua, Colle di Arquata, Faete, Pescara del Tronto, Piedilama, Pretare, Spelonga, Trisungo, Tufo, Vezzano

### Communes limitrophes
Accumoli, Acquasanta Terme, Montegallo, Montemonaco, Norcia, Valle Castellana

## Tremblements de terre
Le 24 août 2016, la commune est touchée par un puissant séisme de magnitude 6.2, causant de nombreux dégâts et faisant plusieurs victimes.

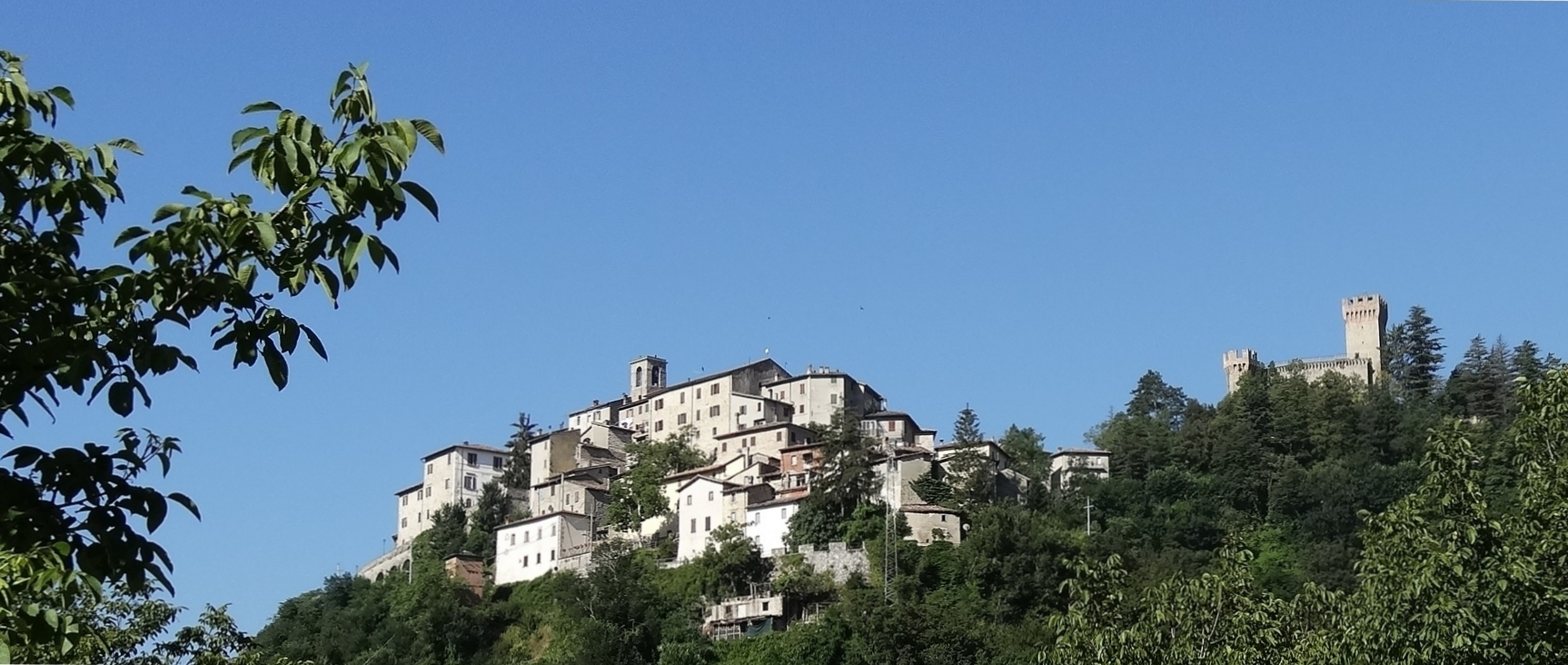
Arquata del Tronto en 2013
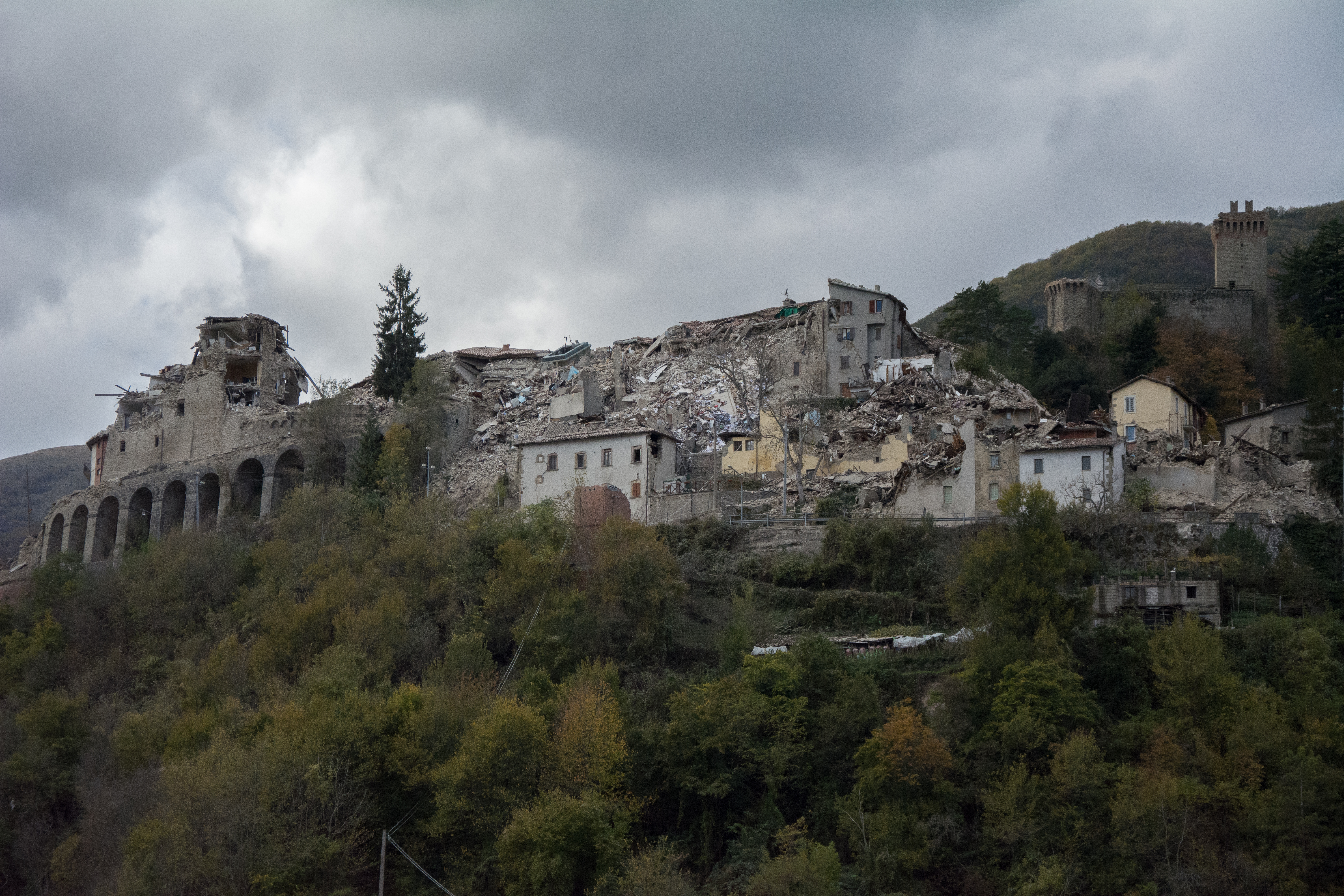
Arquata après le tremblement de terre de 2016
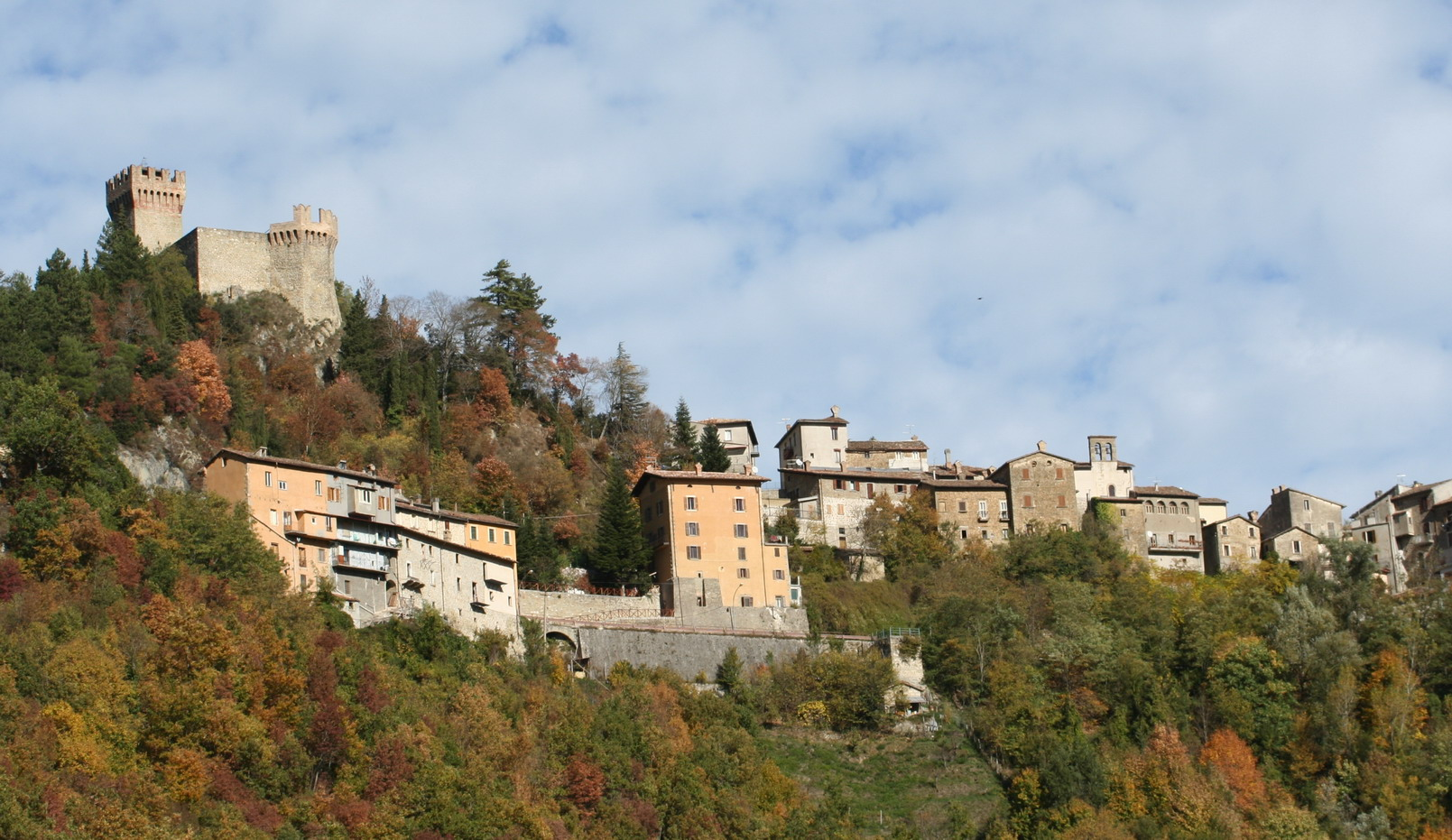
Arquata del Tronto
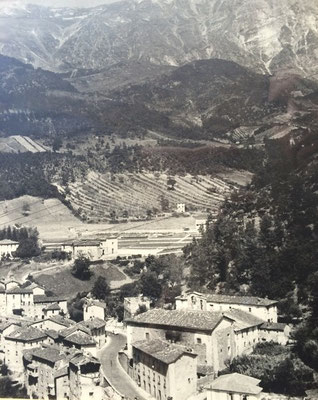
ancienne vue d'Arquata